# Поветко, Владимир Иванович
Владимир Иванович Поветко — советский хозяйственный, государственный и политический деятель.

## Биография
Родился в 1922 году в селе имени Ленина. Член КПСС.
Участник Великой Отечественной войны. С 1946 года — на хозяйственной, общественной и политической работе. В 1946—1984 гг. — главный диспетчер, начальник цеха завода «Строммашина», директор механического завода «Коммунар», второй секретарь Андижанского горкома партии, директор Андижанского машиностроительного завода, первый заместитель председателя Андижанского облисполкома.
Избирался депутатом Верховного Совета Узбекской ССР 8-го, 9-го и 10-го созывов.
Умер в Андижане в 1986 году.